# سشمت كا
سشمت كا ، هي ملكة مصرية عاشت في عهد الأسرة الأولى، وهي زوجة الملك دن وأم الملك عنجيب. كانت ألقابها الملكية «صاحبة صولجان حتس الكبير» و «من ترى حور» و «من تحمل ست»
.
و لا يعرف سوى القليل جدا عن سشمت كا من لوحة جنائزية اكتشفت بالقرب من مقبرة دن في أبيدوس. ولم تكن سشمت كا المرأة الوحيدة التي تم تحديدها من هذه اللوحة، فقد عرف منها ملكتين أخرتين هما سمات وسرت حور. وهؤلاءالسيدات قد يكونن زوجات للملك دن، ولكن لا شيء غير أسمائهن معروف عنهن جميعاً.
عالم المصريات غرايتزكي (مشيراً إلى أبحاث بيتري وتروي وروث) يضع سشمت كا كزوجة للملك جر، ويقول إنها دفنت بالقرب من مجمع جر الجنائزي في أم القعاب بأبيدوس.